# Kolem Baskicka 2023
62. ročník etapového cyklistického závodu Kolem Baskicka se konal mezi 3. a 8. dubnem 2023 ve španělském autonomním společenství Baskicko. Celkovým vítězem se stal Dán Jonas Vingegaard z týmu Team Jumbo–Visma. Na druhém a třetím místě se umístili Španělé Mikel Landa (Team Bahrain Victorious) a Jon Izagirre (Cofidis). Závod byl součástí UCI World Tour 2023 na úrovni 2.UWT a byl patnáctým závodem tohoto seriálu.

## Týmy
Závodu se zúčastnilo všech 18 UCI WorldTeamů a 5 UCI ProTeamů. Týmy Israel–Premier Tech, Lotto–Dstny a Team TotalEnergies dostaly automatické pozvánky jako 3 nejlepší UCI ProTeamy sezóny 2022,, první 2 jmenované týmy však svou pozvánku zamítly. Další 4 UCI ProTeamy (Burgos BH, Caja Rural–Seguros RGA, Equipo Kern Pharma a Euskaltel–Euskadi) pak byly vybrány organizátory závodu. Všechny týmy přijely se sedmi jezdci, ale Jaakko Hänninen neodstartoval první etapu, celkem se tak na start postavilo 160 závodníků. Do cíle v Eibaru dojelo 102 z nich, další 3 závodníci dojeli mimo časový limit.
UCI WorldTeamy
- AG2R Citroën Team
- Alpecin–Deceuninck
- Arkéa–Samsic
- Astana Qazaqstan Team
- Bora–Hansgrohe
- Cofidis
- EF Education–EasyPost
- Groupama–FDJ
- Ineos Grenadiers
- Intermarché–Circus–Wanty
- Movistar Team
- Soudal–Quick-Step
- Team Bahrain Victorious
- Team DSM
- Team Jayco–AlUla
- Team Jumbo–Visma
- Trek–Segafredo
- UAE Team Emirates

UCI ProTeamy
- Burgos BH
- Caja Rural–Seguros RGA
- Equipo Kern Pharma
- Euskaltel–Euskadi
- Team TotalEnergies

## Trasa a etapy
| Etapa         | Datum         | Trasa                                 | Vzdálenost | Typ      | Typ                 | Vítěz                  |          |
| ------------- | ------------- | ------------------------------------- | ---------- | -------- | ------------------- | ---------------------- | -------- |
| 1             | 3. dubna      | Vitoria-Gasteiz – Labastida           | 165,4 km   |          | Středně těžká etapa | Ethan Hayter (GBR)     |          |
| 2             | 4. dubna      | Viana – Leitza                        | 193,8 km   |          | Horská etapa        | Ide Schelling (NED)    |          |
| 3             | 5. dubna      | Rentería – Villabona                  | 153,9 km   |          | Středně těžká etapa | Jonas Vingegaard (DEN) |          |
| 4             | 6. dubna      | Santurce – Santurce                   | 175,7 km   |          | Středně těžká etapa | Jonas Vingegaard (DEN) |          |
| 5             | 7. dubna      | Amorebieta-Echano – Amorebieta-Echano | 165,9 km   |          | Horská etapa        | Sergio Higuita (COL)   |          |
| 6             | 8. dubna      | Eibar – Eibar                         | 137,8 km   |          | Horská etapa        | Jonas Vingegaard (DEN) |          |
| Celková délka | Celková délka | Celková délka                         | 992,5 km   | 992,5 km | 992,5 km            | 992,5 km               | 992,5 km |

## Průběžné pořadí
| Etapa          | Vítěz            | Celkové pořadí   | Bodovací soutěž  | Vrchařská soutěž | Soutěž mladých jezdců    | Soutěž Basků   | Soutěž týmů       | Cena bojovnosti |
| -------------- | ---------------- | ---------------- | ---------------- | ---------------- | ------------------------ | -------------- | ----------------- | --------------- |
| 1              | Ethan Hayter     | Ethan Hayter     | Ethan Hayter     | Jon Barrenetxea  | Ethan Hayter             | Jon Aberasturi | Ineos Grenadiers  | Txomin Juaristi |
| 2              | Ide Schelling    | Ide Schelling    | Alex Aranburu    | Jon Barrenetxea  | Ide Schelling            | Jon Aberasturi | Movistar Team     | Javier Romo     |
| 3              | Jonas Vingegaard | Jonas Vingegaard | Alex Aranburu    | Jon Barrenetxea  | Mattias Skjelmose Jensen | Mikel Landa    | Movistar Team     | Rémi Cavagna    |
| 4              | Jonas Vingegaard | Jonas Vingegaard | Jonas Vingegaard | Jon Barrenetxea  | Mattias Skjelmose Jensen | Mikel Landa    | Soudal–Quick-Step | Jon Barrenetxea |
| 5              | Sergio Higuita   | Jonas Vingegaard | Jonas Vingegaard | Jon Barrenetxea  | Mattias Skjelmose Jensen | Mikel Landa    | Soudal–Quick-Step | Mattia Cattaneo |
| 6              | Jonas Vingegaard | Jonas Vingegaard | Jonas Vingegaard | Jon Barrenetxea  | Brandon McNulty          | Mikel Landa    | Soudal–Quick-Step | Esteban Chaves  |
| Konečné pořadí | Konečné pořadí   | Jonas Vingegaard | Jonas Vingegaard | Jon Barrenetxea  | Brandon McNulty          | Mikel Landa    | Soudal–Quick-Step | neuděleno       |

- Ve 2. etapě nosil Mauro Schmid, jenž byl druhý v bodovací soutěži, zelený dres, protože lídr této klasifikace Ethan Hayter nosil žlutý dres lídra celkového pořadí.
- Ve 2. etapě nosil Mattias Skjelmose Jensen, jenž byl třetí v soutěži mladých jezdců, modrý dres, protože lídr této klasifikace Ethan Hayter nosil žlutý dres lídra celkového pořadí a druhý závodník této klasifikace Mauro Schmid nosil zelený dres lídra bodovací soutěže.
- Ve 3. etapě nosil Andrea Bagioli, jenž byl druhý v soutěži mladých jezdců, modrý dres, protože lídr této klasifikace Ide Schelling nosil žlutý dres lídra celkového pořadí.
- V 5. etapě nosil Mikel Landa, jenž byl druhý v bodovací soutěži, zelený dres, protože lídr této klasifikace Jonas Vingegaard nosil žlutý dres lídra celkového pořadí. Ze stejného důvodu nosil Matteo Sobrero zelený dres v šesté etapě.

## Konečné pořadí
| Legenda | Legenda                          | Legenda | Legenda                               |
| ------- | -------------------------------- | ------- | ------------------------------------- |
|         | Označuje lídra celkového pořadí  |         | Označuje lídra soutěže mladých jezdců |
|         | Označuje lídra bodovací soutěže  |         | Označuje lídra soutěže týmů           |
|         | Označuje lídra vrchařské soutěže |         | Označuje lídra soutěže Basků          |

### Celkové pořadí
| Pořadí | Jezdec                 | Tým                     | Čas         |
| ------ | ---------------------- | ----------------------- | ----------- |
| 1      | Jonas Vingegaard (DEN) | Team Jumbo–Visma        | 24h 45' 24" |
| 2      | Mikel Landa (ESP)      | Team Bahrain Victorious | + 1' 12"    |
| 3      | Jon Izagirre (ESP)     | Cofidis                 | + 1' 29"    |
| 4      | David Gaudu (FRA)      | Groupama–FDJ            | + 1' 31"    |
| 5      | Enric Mas (ESP)        | Movistar Team           | + 1' 36"    |
| 6      | Sergio Higuita (COL)   | Bora–Hansgrohe          | + 1' 37"    |
| 7      | Brandon McNulty (USA)  | UAE Team Emirates       | + 1' 38"    |
| 8      | James Knox (GBR)       | Soudal–Quick-Step       | + 1' 38"    |
| 9      | Simon Yates (GBR)      | Team Jayco–AlUla        | + 1' 39"    |
| 10     | Felix Gall (AUT)       | AG2R Citroën Team       | + 1' 50"    |

### Bodovací soutěž
| Pořadí | Jezdec                         | Tým                     | Body |
| ------ | ------------------------------ | ----------------------- | ---- |
| 1      | Jonas Vingegaard (DEN)         | Team Jumbo–Visma        | 102  |
| 2      | Mauro Schmid (SUI)             | Soudal–Quick-Step       | 67   |
| 3      | Mikel Landa (ESP)              | Team Bahrain Victorious | 55   |
| 4      | Jon Izagirre (ESP)             | Cofidis                 | 51   |
| 5      | Matteo Sobrero (ITA)           | Team Jayco–AlUla        | 51   |
| 6      | Mattias Skjelmose Jensen (DEN) | Trek–Segafredo          | 50   |
| 7      | Brandon McNulty (USA)          | UAE Team Emirates       | 48   |
| 8      | David Gaudu (FRA)              | Groupama–FDJ            | 47   |
| 9      | Sergio Higuita (COL)           | Bora–Hansgrohe          | 44   |
| 10     | Alex Aranburu (ESP)            | Movistar Team           | 34   |

### Vrchařská soutěž
| Pořadí | Jezdec                  | Tým                      | Body |
| ------ | ----------------------- | ------------------------ | ---- |
| 1      | Jon Barrenetxea (ESP)   | Caja Rural–Seguros RGA   | 35   |
| 2      | Esteban Chaves (COL)    | EF Education–EasyPost    | 27   |
| 3      | Ruben Guerreiro (POR)   | Movistar Team            | 25   |
| 4      | Jonas Vingegaard (DEN)  | Team Jumbo–Visma         | 19   |
| 5      | Steven Kruijswijk (NED) | Team Jumbo–Visma         | 18   |
| 6      | Rémi Cavagna (FRA)      | Soudal–Quick-Step        | 18   |
| 7      | Mattia Cattaneo (ITA)   | Soudal–Quick-Step        | 14   |
| 8      | Alan Jousseaume (FRA)   | Team TotalEnergies       | 11   |
| 9      | Georg Zimmermann (GER)  | Intermarché–Circus–Wanty | 10   |
| 10     | Mikel Landa (ESP)       | Team Bahrain Victorious  | 8    |

### Soutěž mladých jezdců
| Pořadí | Jezdec                         | Tým                      | Čas         |
| ------ | ------------------------------ | ------------------------ | ----------- |
| 1      | Brandon McNulty (USA)          | UAE Team Emirates        | 24h 47' 02" |
| 2      | Felix Gall (AUT)               | AG2R Citroën Team        | + 12"       |
| 3      | Mauro Schmid (SUI)             | Soudal–Quick-Step        | + 58"       |
| 4      | Attila Valter (HUN)            | Team Jumbo–Visma         | + 1' 35"    |
| 5      | Mattias Skjelmose Jensen (DEN) | Trek–Segafredo           | + 3' 05"    |
| 6      | Andreas Leknessund (NOR)       | Team DSM                 | + 6' 06"    |
| 7      | Igor Arrieta (ESP)             | Equipo Kern Pharma       | + 6' 20"    |
| 8      | Marc Hirschi (SUI)             | UAE Team Emirates        | + 14' 42"   |
| 9      | Laurens Huys (BEL)             | Intermarché–Circus–Wanty | + 18' 04"   |
| 10     | Romain Grégoire (FRA)          | Groupama–FDJ             | + 32' 33"   |

### Soutěž Basků
| Pořadí | Jezdec                     | Tým                     | Čas         |
| ------ | -------------------------- | ----------------------- | ----------- |
| 1      | Mikel Landa (ESP)          | Team Bahrain Victorious | 24h 46' 36" |
| 2      | Jon Izagirre (ESP)         | Cofidis                 | + 17"       |
| 3      | Víctor de la Parte (ESP)   | Team TotalEnergies      | + 4' 46"    |
| 4      | Mikel Bizkarra (ESP)       | Euskaltel–Euskadi       | + 4' 59"    |
| 5      | Igor Arrieta (ESP)         | Equipo Kern Pharma      | + 6' 46"    |
| 6      | Jonathan Lastra (ESP)      | Cofidis                 | + 14' 24"   |
| 7      | Alex Aranburu (ESP)        | Movistar Team           | + 14' 28"   |
| 8      | Gorka Izagirre (ESP)       | Movistar Team           | + 17' 13"   |
| 9      | Gotzon Martín (ESP)        | Euskaltel–Euskadi       | + 24' 03"   |
| 10     | Jonathan Castroviejo (ESP) | Ineos Grenadiers        | + 26' 18"   |

### Soutěž týmů
| Pořadí | Tým                   | Čas         |
| ------ | --------------------- | ----------- |
| 1      | Soudal–Quick-Step     | 74h 24' 59" |
| 2      | Team Jumbo–Visma      | + 3' 29"    |
| 3      | Movistar Team         | + 5' 58"    |
| 4      | Bora–Hansgrohe        | + 14' 43"   |
| 5      | EF Education–EasyPost | + 15' 19"   |
| 6      | Arkéa–Samsic          | + 17' 21"   |
| 7      | Team Jayco–AlUla      | + 20' 16"   |
| 8      | Trek–Segafredo        | + 20' 37"   |
| 9      | Groupama–FDJ          | + 21' 52"   |
| 10     | Cofidis               | + 32' 46"   |